# Toschia casta
Toschia casta är en spindelart som beskrevs av Rudy Jocqué och Nikolaj Scharff 1986. Toschia casta ingår i släktet Toschia och familjen täckvävarspindlar.
Artens utbredningsområde är Tanzania. Inga underarter finns listade i Catalogue of Life.